# Günter Pröpper
Günter Pröpper (* 8. Dezember 1941 in Dorsten) ist ein ehemaliger deutscher Fußballspieler. Er gilt als der herausragende Stürmer in der Geschichte des Wuppertaler SV, mit dem er in den 1970er Jahren in der Bundesliga spielte.

## Leben
Günter Pröpper, von Beruf Weber, spielte 1964 beim Viertligisten BVH Dorsten, wo sein Talent vom damaligen Trainer des VfL Osnabrück, Karl-Heinz Marotzke, entdeckt wurde.
Beim VfL war er für drei Jahre neben Udo Lattek der herausragende Akteur der Mannschaft die in jenen Spielzeiten einmal Zehnter und zweimal Siebter in der damals zweitklassigen Regionalliga Nord wurde. In 89 Punktspielen erzielte er 57 Tore. Seine Kopfballtechnik und Stärke als Strafraumstürmer verhalfen ihm in der Saison 1966/67 zu 25 Treffern mit denen er zum Torschützenkönig avancierte. Am letzten Spieltag der Saison erzielte er beim 12:1 gegen den VfB Oldenburg vier Tore.
Zur Saison 1967/68 wechselte Pröpper zu Rot-Weiss Essen in die Regionalliga-West. In der Saison 1968/69 kam er unter Trainer Kuno Klötzer nur noch selten zum Einsatz. Die Essener wurden 1969 Zweite der Regionalliga-West und stiegen anschließend in die Bundesliga auf. In der Aufstiegsrunde, wo RWE Gruppenerster vor dem VfL Osnabrück wurde, wurde Pröpper von Trainer Willi Vordenbäumen, der Klötzer im April abgelöst hatte, in der letzten Viertelstunde des letzten Spiels eingewechselt. Insgesamt erzielte er 30 Regionalligatore in 57 Spielen für die Essener, wo Willi „Ente“ Lippens der große Star in jenen Jahren war.
1969 wechselte er dann zum Ligarivalen Wuppertaler SV, wo er bald den Spitznamen Meister Pröpper, nach dem damals viel beworbenen Haushaltsreiniger Meister Proper, erhielt. In der Saison 1971/72 erzielte Günter Pröpper 52 der 111 Tore des Vereins, womit er für den WSV insgesamt 95 Tore in 93 Spielen der Regionalliga erzielte. In der anschließenden Aufstiegsrunde zur Bundesliga erzielte er acht der 26 WSV-Treffer.
Mit insgesamt 183 Regionalligatoren ist Pröpper hinter Wilfried Kemmer (190) der Spieler mit den zweitmeisten Treffern in der Ära, als die Regionalliga die zweithöchste Leistungsstufe im deutschen Fußball war.
Pröpper debütierte als Dreißigjähriger in der Bundesliga. Mit ihm als bestem Mannschaftsschützen führte Trainer Horst Buhtz den Verein in der Saison 1972/73 bis auf den Platz vier. Günter Pröpper wurde mit 21 Toren drittbester Ligatorjäger hinter Gerd Müller (36 Tore) und Jupp Heynckes (28). Beim folgenden Europapokalauftritt des WSV im UEFA-Pokal 1973/74 gegen Ruch Chorzów gelang ihm das 3:3 im mit 5:4 gewonnenen Rückspiel.
In der Bundesliga traf Pröpper in 87 Einsätzen insgesamt 39-mal. In diesen Begegnungen wurde der als zurückhaltend und fair geltende Spieler lediglich einmal verwarnt und nie des Feldes verwiesen. Günter Pröpper blieb seinem Verein treu als 1975 die seinerzeit als überaltert angesehene Mannschaft als weit abgeschlagenes Schlusslicht in die 2. Bundesliga Nord abstieg. Sein letztes Profispiel bestritt er dort am 9. Juni 1979, in der Klasse kam er in 107 Spielen auf 35 Tore. Nach insgesamt 294 Pflichtpartien, in denen er 182-mal für den Wuppertaler SV getroffen hatte, wurde er mit einem Abschiedsspiel geehrt.
Nach seiner Fußballkarriere war Pröpper beim Sport- und Bäderamt der Stadt Wuppertal tätig. In der Spielzeit 1985/86 arbeitete er als Co-Trainer von Detlef Pirsig für den inzwischen in die Amateuroberliga Nordrhein abgestiegenen WSV. Zeitweise war er noch als Torwarttrainer des Landesligisten Cronenberger SC und Co-Trainer beim Oberligisten SV Borussia Wuppertal aktiv.
Auch Günter Pröppers Sohn Carsten sowie seine Neffen Michael und Thomas Pröpper spielten im Profifußball.